# Freaky Finnertys
Freaky Finnertys (originaltitel: Grounded for life) är en amerikansk TV-serie som hade premiär den 10 januari 2001 på FOX Network. Serien visades i två säsonger innan den blev nedlagd efter två avsnitt in i den tredje säsongen. The WB tog över serien och fortsatte visa den tredje säsongen. Serien fick även ytterligare säsonger på WB innan den lades ner den 28 januari 2005.

## Rollista
- Sean Finnerty - Donal Logue
- Claudia Finnerty - Megyn Price
- Eddie Finnerty - Kevin Corrigan
- Lily Catherine Finnerty - Lynsey Bartilson
- Jimmy Finnerty - Griffin Frazen
- Henry Collin Finnerty - Jake Burbage (Säsong 1-4)
- Brad O'Keefe - Bret Harrison (Säsong 3-5)
- Walt Finnerty - Richard Riehle (Säsong 1-2)
- Sister Helen - Miriam Flynn (Säsong 1-5)
- Dean Piramatti - Mike Vogel (Säsong 2-4)
- Dan O'Keefe - Gregory Jbara (Säsong 2-5)